# Mogiła (Rokitno)
Mogiła – część wsi Rokitno w Polsce położona w województwie lubelskim, w powiecie tomaszowskim, w gminie Ulhówek.
W latach 1975–1998 Mogiła administracyjnie należała do województwa zamojskiego.